# Llucmajor de Pinte en Ample
Llucmajor de Pinte en Ample és una publicació en català que naixé a Llucmajor (Mallorca) el setembre de 1981, editada per la delegació local de l'Obra Cultural Balear. Té una periodicitat mensual i està dedicada a la informació local, amb seccions d'opinió, cultura, cuina, història i esports. És membre de l'Associació de la Premsa Forana de Mallorca. Fins al 1986 fou dirigida per Catalina Font Rangel i Maties Garcies Salvà. A partir de 1986 la directora és Catalina Font. Entre els seus col·laboradors hi trobam Coloma Julià Adrover, Antoni Garau Vadell, Miquel Cardell Santandreu, Sebastià Cardell i Tomàs, Bartomeu Font Obrador, Josep Sacarés Mulet, Miquel Sbert Garau, Jaume Oliver Jaume, Antoni Vadell Ferrer, etc.